# Grup D del Campionat del Món de bàsquet masculí del 2010
El Grup D del Campionat del Món de bàsquet 2010 va començar a disputar els seus partits el 28 d'agost de 2010. El grup jugarà tots els seus partits al pavelló Ankara Arena, Ankara, Turquia.
El grup és compost pels equips del Canadà, França, Líban, Lituània, Nova Zelanda i els últims campions, Espanya. El seu rànquing FIBA mitjà és de 13.3, i excloent Líban, que té el rànquing més baix, és de 11.2.
Els millors quatre equips avançaran a la fase final.

## Classificació
| Equip        | J | G | P | PF  | PC  | DIF  | Pts | Empat (Partits) | Empat (Punts) |
| ------------ | - | - | - | --- | --- | ---- | --- | --------------- | ------------- |
| Lituània     | 5 | 5 | 0 | 391 | 341 | +50  | 10  |                 |               |
| Espanya      | 5 | 3 | 2 | 420 | 356 | +64  | 8   | 1−1             | 1.0705        |
| Nova Zelanda | 5 | 3 | 2 | 424 | 400 | +24  | 8   | 1−1             | 0.9708        |
| França       | 5 | 3 | 2 | 351 | 339 | +12  | 8   | 1−1             | 0.9595        |
| Líban        | 5 | 1 | 4 | 339 | 440 | −101 | 6   |                 |               |
| Canadà       | 5 | 0 | 5 | 330 | 379 | −49  | 5   |                 |               |

Tots els horaris són locals (UTC+2)

## 28 d'agost

### Nova Zelanda - Lituània
| 28 d'agost 16:00 Crònica | Nova Zelanda                                                | 79–'92' | Lituània                                                    | İzmir Halkapınar Spor Salonu, Esmirna Assistència: 3,500 espectadors Àrbitres: Anthony Dewayne Jordan (USA), Srdan Dozai (CRO), Milivoje Jovcic (SRB) |
| 28 d'agost 16:00 Crònica | Resultats per quarts: 24–25, 10–25, 27–24, 18–19            |         |                                                             | İzmir Halkapınar Spor Salonu, Esmirna Assistència: 3,500 espectadors Àrbitres: Anthony Dewayne Jordan (USA), Srdan Dozai (CRO), Milivoje Jovcic (SRB) |
| 28 d'agost 16:00 Crònica | Pts: Penney 37 Rebs: Abercrombie 11 Assist: Cameron, Tait 3 |         | Pts: Kleiza 27 Rebs: Kleiza 8 Assist: Kalnietis, Mačiulis 4 | İzmir Halkapınar Spor Salonu, Esmirna Assistència: 3,500 espectadors Àrbitres: Anthony Dewayne Jordan (USA), Srdan Dozai (CRO), Milivoje Jovcic (SRB) |

### Canadà - Líban
| 28 d'agost 18:30 Crònica | Canadà                                           | 71–'81' | Líban                                                                | İzmir Halkapınar Spor Salonu, Esmirna Assistència: 5,500 espectadors Àrbitres: Luigi Lamonica (ITA), Borys Ryzhyk (UKR), Heros Avanesian (IRI) |
| 28 d'agost 18:30 Crònica | Resultats per quarts: 20–20, 17–14, 21–23, 13–24 |         |                                                                      | İzmir Halkapınar Spor Salonu, Esmirna Assistència: 5,500 espectadors Àrbitres: Luigi Lamonica (ITA), Borys Ryzhyk (UKR), Heros Avanesian (IRI) |
| 28 d'agost 18:30 Crònica | Pts: Anthony 17 Rebs: Kendall 11 Assist: Brown 6 |         | Pts: El Khatib 31 Rebs: Vroman, El Khatib 8 Assist: Vroman, Rustom 3 | İzmir Halkapınar Spor Salonu, Esmirna Assistència: 5,500 espectadors Àrbitres: Luigi Lamonica (ITA), Borys Ryzhyk (UKR), Heros Avanesian (IRI) |

### França - Espanya
| 28 d'agost 21:00 Crònica | França                                                         | '72'–66 | Espanya                                       | İzmir Halkapınar Spor Salonu, Esmirna Assistència: 7,200 espectadors Àrbitres: Jorge Vasquez (PUR), Michael Aylen (AUS), Juan Jose Fernandez (ARG) |
| 28 d'agost 21:00 Crònica | Resultats per quarts: 9–18, 18–10, 16–16, 29–22                |         |                                               | İzmir Halkapınar Spor Salonu, Esmirna Assistència: 7,200 espectadors Àrbitres: Jorge Vasquez (PUR), Michael Aylen (AUS), Juan Jose Fernandez (ARG) |
| 28 d'agost 21:00 Crònica | Pts: Gelabale 16 Rebs: Diaw, Gelabale 6 Assist: Bokolo, Diaw 5 |         | Pts: Navarro 17 Rebs: Gasol 7 Assist: Rubio 3 | İzmir Halkapınar Spor Salonu, Esmirna Assistència: 7,200 espectadors Àrbitres: Jorge Vasquez (PUR), Michael Aylen (AUS), Juan Jose Fernandez (ARG) |

## 29 d'agost

### Lituània - Canadà
| 29 d'agost 16:00 Crònica | Lituània                                         | '70'–68 | Canadà                                               | İzmir Halkapınar Spor Salonu, Esmirna Assistència: 3,000 espectadors Àrbitres: Luigi Lamonica (ITA), Jakub Zamojski (POL), Juan Jose Fernandez (ARG) |
| 29 d'agost 16:00 Crònica | Resultats per quarts: 12–20, 21–23, 22–14, 15–11 |         |                                                      | İzmir Halkapınar Spor Salonu, Esmirna Assistència: 3,000 espectadors Àrbitres: Luigi Lamonica (ITA), Jakub Zamojski (POL), Juan Jose Fernandez (ARG) |
| 29 d'agost 16:00 Crònica | Pts: Kleiza 18 Rebs: Kleiza 10 Assist: Pocius 4  |         | Pts: Anderson 15 Rebs: Kendall 11 Assist: Anderson 5 | İzmir Halkapınar Spor Salonu, Esmirna Assistència: 3,000 espectadors Àrbitres: Luigi Lamonica (ITA), Jakub Zamojski (POL), Juan Jose Fernandez (ARG) |

### Líban - França
| 29 d'agost 18:30 Crònica | Líban                                           | 59–'86' | França                                          | İzmir Halkapınar Spor Salonu, Esmirna Assistència: 3,750 espectadors Àrbitres: Anthony Dewayne Jordan (USA), Milivoje Jovcic (SRB), Michael Aylen (AUS) |
| 29 d'agost 18:30 Crònica | Resultats per quarts: 20–22, 8–20, 19–23, 12–23 |         |                                                 | İzmir Halkapınar Spor Salonu, Esmirna Assistència: 3,750 espectadors Àrbitres: Anthony Dewayne Jordan (USA), Milivoje Jovcic (SRB), Michael Aylen (AUS) |
| 29 d'agost 18:30 Crònica | Pts: Vroman 19 Rebs: Freije 8 Assist: Rustom 4  |         | Pts: Gelabale 18 Rebs: Mahinmi 9 Assist: Diaw 8 | İzmir Halkapınar Spor Salonu, Esmirna Assistència: 3,750 espectadors Àrbitres: Anthony Dewayne Jordan (USA), Milivoje Jovcic (SRB), Michael Aylen (AUS) |

### Espanya - Nova Zelanda
| 29 d'agost 21:00 Crònica | Espanya                                           | '101'–84 | Nova Zelanda                                                 | İzmir Halkapınar Spor Salonu, Esmirna Assistència: 2,700 espectadors Àrbitres: Jorge Vazquez (PUR), Borys Ryzhyk (UKR), Heros Avanesian (IRI) |
| 29 d'agost 21:00 Crònica | Resultats per quarts: 28–19, 20–25, 29–19, 24–21  |          |                                                              | İzmir Halkapınar Spor Salonu, Esmirna Assistència: 2,700 espectadors Àrbitres: Jorge Vazquez (PUR), Borys Ryzhyk (UKR), Heros Avanesian (IRI) |
| 29 d'agost 21:00 Crònica | Pts: Gasol 22 Rebs: Fernández 12 Assist: Rubio 11 |          | Pts: Penney 21 Rebs: Vukona, Abercrombie 6 Assist: Cameron 4 | İzmir Halkapınar Spor Salonu, Esmirna Assistència: 2,700 espectadors Àrbitres: Jorge Vazquez (PUR), Borys Ryzhyk (UKR), Heros Avanesian (IRI) |

## 30 d'agost
Dia de descans.

## 31 d'agost

### Nova Zelanda - Líban
| 30 d'agost 16:00 Crònica | Nova Zelanda                                                                | '108'–76 | Líban                                                 | İzmir Halkapınar Spor Salonu, Esmirna Assistència: 2,000 espectadors Àrbitres: Borys Ryzhyk (UKR), Jakub Zamojski (POL), Juan Jose Fernandez (ARG) |
| 30 d'agost 16:00 Crònica | Resultats per quarts: 32–16, 19–16, 30–24, 27–20                            |          |                                                       | İzmir Halkapınar Spor Salonu, Esmirna Assistència: 2,000 espectadors Àrbitres: Borys Ryzhyk (UKR), Jakub Zamojski (POL), Juan Jose Fernandez (ARG) |
| 30 d'agost 16:00 Crònica | Pts: Penney 26 Rebs: Vukona, Abercrombie 7 Assist: Vukona, Jones, Cameron 4 |          | Pts: El Khatib 18 Rebs: El Khatib 7 Assist: Mahmoud 4 | İzmir Halkapınar Spor Salonu, Esmirna Assistència: 2,000 espectadors Àrbitres: Borys Ryzhyk (UKR), Jakub Zamojski (POL), Juan Jose Fernandez (ARG) |

### França - Canadà
| 30 d'agost 18:30 Crònica | França                                            | '68'–63 | Canadà                                            | İzmir Halkapınar Spor Salonu, Esmirna Assistència: 3,850 espectadors Àrbitres: Srdan Dozai (CRO), Jorge Vasquez (PUR), Michael Aylen (AUS) |
| 30 d'agost 18:30 Crònica | Resultats per quarts: 15–15, 13–13, 18–20, 22–15  |         |                                                   | İzmir Halkapınar Spor Salonu, Esmirna Assistència: 3,850 espectadors Àrbitres: Srdan Dozai (CRO), Jorge Vasquez (PUR), Michael Aylen (AUS) |
| 30 d'agost 18:30 Crònica | Pts: Batum 24 Rebs: Batum, Koffi 7 Assist: Diaw 5 |         | Pts: Kendall 15 Rebs: Anthony 5 Assist: Kendall 3 | İzmir Halkapınar Spor Salonu, Esmirna Assistència: 3,850 espectadors Àrbitres: Srdan Dozai (CRO), Jorge Vasquez (PUR), Michael Aylen (AUS) |

### Espanya - Lituània
| 30 d'agost 21:00 Crònica | Espanya                                                             | 73–'76' | Lituània                                                    | İzmir Halkapınar Spor Salonu, Esmirna Assistència: 7,000 espectadors Àrbitres: Luigi Lamonica (ITA), Anthony Dewayne Jordan (USA), Milivoje Jovcic (SRB) |
| 30 d'agost 21:00 Crònica | Resultats per quarts: 22–11, 21–24, 21–18, 9–23                     |         |                                                             | İzmir Halkapınar Spor Salonu, Esmirna Assistència: 7,000 espectadors Àrbitres: Luigi Lamonica (ITA), Anthony Dewayne Jordan (USA), Milivoje Jovcic (SRB) |
| 30 d'agost 21:00 Crònica | Pts: Navarro, Gasol 18 Rebs: Fernandez 9 Assist: Garbajosa, Lopez 3 |         | Pts: Kleiza 17 Rebs: Kleiza, Javtokas 8 Assist: Kalnietis 5 | İzmir Halkapınar Spor Salonu, Esmirna Assistència: 7,000 espectadors Àrbitres: Luigi Lamonica (ITA), Anthony Dewayne Jordan (USA), Milivoje Jovcic (SRB) |

## 1 de setembre

### Canadà - Nova Zelanda
| 1 de setembre 16:00 Crònica | Canadà                                             | 61–'71' | Nova Zelanda                                       | İzmir Halkapınar Spor Salonu, Esmirna Assistència: 1,000 espectadors Àrbitres: Borys Ryzhyk (UKR), Milivoje Jovcic (SRB), Jakub Zamojski (POL) |
| 1 de setembre 16:00 Crònica | Resultats per quarts: 8–11, 20–24, 13–12, 20–24    |         |                                                    | İzmir Halkapınar Spor Salonu, Esmirna Assistència: 1,000 espectadors Àrbitres: Borys Ryzhyk (UKR), Milivoje Jovcic (SRB), Jakub Zamojski (POL) |
| 1 de setembre 16:00 Crònica | Pts: Shepherd 15 Rebs: Kendall 7 Assist: Kendall 4 |         | Pts: Penney 18 Rebs: Abercrombie 10 Assist: Tait 3 | İzmir Halkapınar Spor Salonu, Esmirna Assistència: 1,000 espectadors Àrbitres: Borys Ryzhyk (UKR), Milivoje Jovcic (SRB), Jakub Zamojski (POL) |

### Líban - Espanya
| 1 de setembre 18:30 Crònica | Líban                                                     | 57–'91' | Espanya                                     | İzmir Halkapınar Spor Salonu, Esmirna Assistència: 3,200 espectadors Àrbitres: Srdan Dozai (CRO), Luigi Lamonica (ITA), Heros Avanesian (IRI) |
| 1 de setembre 18:30 Crònica | Resultats per quarts: 22–21, 10–22, 15–29, 10–19          |         |                                             | İzmir Halkapınar Spor Salonu, Esmirna Assistència: 3,200 espectadors Àrbitres: Srdan Dozai (CRO), Luigi Lamonica (ITA), Heros Avanesian (IRI) |
| 1 de setembre 18:30 Crònica | Pts: Vroman 22 Rebs: Vroman 9 Assist: Abdelnour, Vroman 2 |         | Pts: Gasol 25 Rebs: Reyes 9 Assist: Rubio 7 | İzmir Halkapınar Spor Salonu, Esmirna Assistència: 3,200 espectadors Àrbitres: Srdan Dozai (CRO), Luigi Lamonica (ITA), Heros Avanesian (IRI) |

### Lituània - França
| 1 de setembre 21:00 Crònica | Lituània                                           | '69'–55 | França                                     | İzmir Halkapınar Spor Salonu, Esmirna Assistència: 7,100 espectadors Àrbitres: Jorge Vasquez (PUR), Anthony Dewayne Jordan (USA), Juan Jose Fernandez (ARG) |
| 1 de setembre 21:00 Crònica | Resultats per quarts: 11–24, 13–6, 28–11, 17–14    |         |                                            | İzmir Halkapınar Spor Salonu, Esmirna Assistència: 7,100 espectadors Àrbitres: Jorge Vasquez (PUR), Anthony Dewayne Jordan (USA), Juan Jose Fernandez (ARG) |
| 1 de setembre 21:00 Crònica | Pts: Mačiulis 19 Rebs: Javtokas 5 Assist: Kleiza 3 |         | Pts: Batum 13 Rebs: Diaw 6 Assist: Batum 3 | İzmir Halkapınar Spor Salonu, Esmirna Assistència: 7,100 espectadors Àrbitres: Jorge Vasquez (PUR), Anthony Dewayne Jordan (USA), Juan Jose Fernandez (ARG) |

## 2 de setembre

### Espanya - Canadà
| 2 de setembre 16:00 Crònica | Espanya                                                  | '89'–67 | Canadà                                                        | İzmir Halkapınar Spor Salonu, Esmirna Assistència: 1,855 espectadors Àrbitres: Michael Aylen (AUS), Borys Ryzhyk (UKR), Juan Jose Fernandez (ARG) |
| 2 de setembre 16:00 Crònica | Resultats per quarts: 28–17, 14–20, 21–11, 26–19         |         |                                                               | İzmir Halkapınar Spor Salonu, Esmirna Assistència: 1,855 espectadors Àrbitres: Michael Aylen (AUS), Borys Ryzhyk (UKR), Juan Jose Fernandez (ARG) |
| 2 de setembre 16:00 Crònica | Pts: Vázquez, Fernàndez 19 Rebs: Reyes 9 Assist: Rubio 8 |         | Pts: Olynyk 14 Rebs: Anthony 6 Assist: Doornekamp, Anderson 2 | İzmir Halkapınar Spor Salonu, Esmirna Assistència: 1,855 espectadors Àrbitres: Michael Aylen (AUS), Borys Ryzhyk (UKR), Juan Jose Fernandez (ARG) |

### Líban - Lituània
| 2 de setembre 18:30 Crònica | Líban                                                    | 66–'84' | Lituània                                                                      | İzmir Halkapınar Spor Salonu, Esmirna Assistència: 4,300 espectadors Àrbitres: Jorge Vazquez (PUR), Milivoje Jovcic (SRB), Jakub Zamojski (POL) |
| 2 de setembre 18:30 Crònica | Resultats per quarts: 16–16, 16–23, 19–25, 15–20         |         |                                                                               | İzmir Halkapınar Spor Salonu, Esmirna Assistència: 4,300 espectadors Àrbitres: Jorge Vazquez (PUR), Milivoje Jovcic (SRB), Jakub Zamojski (POL) |
| 2 de setembre 18:30 Crònica | Pts: Fahed 19 Rebs: Rustom, Abdelnour 6 Assist: Rustom 5 |         | Pts: Seibutis 17 Rebs: Andriuškevičius, Klimavičius 7 Assist: Delininkaitis 4 | İzmir Halkapınar Spor Salonu, Esmirna Assistència: 4,300 espectadors Àrbitres: Jorge Vazquez (PUR), Milivoje Jovcic (SRB), Jakub Zamojski (POL) |

### Nova Zelanda - França
| 2 de setembre 21:00 Crònica | Nova Zelanda                                    | '82'–70 | França                                           | İzmir Halkapınar Spor Salonu, Esmirna Assistència: 3,215 espectadors Àrbitres: Luigi Lamonica (ITA), Srdan Dozai (CRO), Heros Avanesian (IRI) |
| 2 de setembre 21:00 Crònica | Resultats per quarts: 17–20, 22–5, 19–18, 24–27 |         |                                                  | İzmir Halkapınar Spor Salonu, Esmirna Assistència: 3,215 espectadors Àrbitres: Luigi Lamonica (ITA), Srdan Dozai (CRO), Heros Avanesian (IRI) |
| 2 de setembre 21:00 Crònica | Pts: Penney 25 Rebs: Vukona 6 Assist: Cameron 6 |         | Pts: Bokolo 13 Rebs: Pietrus 8 Assist: De Colo 4 | İzmir Halkapınar Spor Salonu, Esmirna Assistència: 3,215 espectadors Àrbitres: Luigi Lamonica (ITA), Srdan Dozai (CRO), Heros Avanesian (IRI) |